# Dreng fra udkanten
Dreng fra udkanten (russisk: Мальчик с окраины) er en sovjetisk film fra 1947 af Vasilij Sjuravljov.

## Medvirkende
- Jevgenij Samojlov som Andrej Skvortsov
- Sergej Lukjanov
- Aleksandra Vasiljeva
- Tatjana Okunevskaja som Ira
- Maja Markova som Lida